# Sujan R. Chinoy
Sujan R. Chinoy (Guyarat, India, 27 de septiembre de 1958) es un diplomático hindú. Estudió en la Universidad de Delhi,  El 16 de abril de 2016, asumió el cargo de embajador de India en México.

## Biografía
El embajador Chinoy realizó sus primeros estudios en el Rajkumar College en Rajkot. Posteriormente, estudió en la Universidad de Delhi y obtuvo grado de licenciatura y maestría en artes en el Hindu College y en el Delhi School of Economics respectivamente y en ambas obtuvo los primeros lugares de su generación. Ingresó al servicio exterior hindú en 1981.
El embajador habla con fluidez chino mandarín, reconocido por la Universidad de Hong Kong y el español certificado por la Universidad Nacional Autónoma de México. Además es capaz de sostener conversaciones en francés, alemán, japonés, árabe, inglés, aparte de sus idiomas natales hindi, gujarati y urdu.
Chinoy es un experto en las relaciones de India con el oriente asiático. Se sostuvo en la idea de la visita de líderes hindús a los países comunistas asiáticos para establecer buenas relaciones. Fue cónsul general en Shanghái de 2000 a 2005, cónsul en Sídney a partir de 2008. Jugó un papel importante en el mejoramiento de las relaciones bilaterales entre China e India.